# بو روجرز
بو روجرز (بالإنجليزية: Bo Rogers)‏ هو لاعب كرة القدم الكندية أمريكي، ولد في 12 يوليو 1978.